# Haltom City (Teksas)
Haltom City je grad u američkoj saveznoj državi Teksas. Prema popisu stanovništva iz 2010. u njemu je živjelo 42.409 stanovnika.